# Міфіка: Убивця богів
Міфіка: Убивця богів (англ. Mythica: The Godslayer) — американський фентезійний телефільм, п'ятий та останній з фантастичного циклу «Міфіка» телекомпанії Arrowstorm Entertainment. Режисером виступив Джон Лайд. Сценарій написали Джейсон Фаллер та Кайнан Гріффін. У головних ролях знялися Мелані Стоун, Адам Джонсон, Джейк Стормен та Нікола Позенер.

## Сюжет
Зорлок зібрав всі частини проклятого каменя Даркспор і вже заполонив ордами нежиті весь світ. Тому Марек і Даген вирушають на пошуки молота Тека — це єдина річ, здатна зруйнувати проклятий камінь. А в цей час Тек і Тіла стоять на захисті останнього оплоту людей. Але для повної перемоги над Зорлоком команді Червоних тернів доведеться відкинути всі сумніви і, об'єднавшись, вступити в останній бій.

## Актори
| Актор                  | Роль          |
| ---------------------- | ------------- |
| Мелані Стоун           | Марек         |
| Адам Джонсон           | Тейн          |
| Метью Мерсер           | Зорлок        |
| Джейк Стормен          | Даген         |
| Нікола Позенер         | Тіла          |
| Крістофер Робін Міллер | Молотоголов   |
| Паріс Ворнер           | дівчина-зомбі |
| Клінт Вандерлінден     | генерал Аргус |
| Крістіан Нерн          | Тек           |